# Kennaway Lake
Kennaway Lake är en sjö i Kanada.   Den ligger i provinsen Ontario, i den sydöstra delen av landet, 200 km väster om huvudstaden Ottawa. Kennaway Lake ligger 447 meter över havet. Den ligger vid sjön Fishtail Lake.
I omgivningarna runt Kennaway Lake växer i huvudsak blandskog. Runt Kennaway Lake är det mycket glesbefolkat, med 2 invånare per kvadratkilometer.